# ショーン・リガンス
ショーン・リガンス（Shawn Willis Riggans, 1980年7月25日 - ）は、アメリカ合衆国フロリダ州フォートローダーデール出身の元プロ野球選手（捕手）。右投右打。

## 経歴

### プロ入りとレイズ時代
2000年のMLBドラフト24巡目（全体706位）でタンパベイ・デビルレイズから指名されプロ入り。
2005年はAA級モンゴメリー・ビスケッツで89試合に出場し、打率.310、8本塁打、53打点の成績を残した。
2006年はAAA級ダーラム・ブルズで115試合に出場し、打率.293、11本塁打、54打点の成績を残し、セプテンバー・コールアップでメジャー初昇格。9月5日のミネソタ・ツインズ戦でメジャーデビューを果たした。
2007年は右肘の手術のため3試合の出場にとどまったが、2008年はディオナー・ナバーロの控え捕手として通年でベンチ入りして44試合に出場し、キャリアハイとなる打率.222、6本塁打、24打点の成績を残した。
2009年は一転し7試合の出場にとどまり、シーズン終了後の12月12日にFAとなった。

### メッツ傘下時代
2010年2月11日にニューヨーク・メッツとマイナー契約を結び、スプリングトレーニングに招待選手として参加することになった。5月10日にリリースされた。

### 独立リーグ時代
2010年5月27日にカナディアン・アメリカン・リーグのニュージャージー・ジャッカルズと契約した。

### ブルワーズ傘下時代
2011年1月6日にミルウォーキー・ブルワーズとマイナー契約を結び、スプリングトレーニングに招待選手として参加することになった。開幕はAA級ハンツビル・スターズで迎えたが、故障のため7試合の出場に終わり11月2日にFAとなった。

## 年度別打撃成績
| 年 度     | 球 団     | 試 合 | 打 席 | 打 数 | 得 点 | 安 打 | 二 塁 打 | 三 塁 打 | 本 塁 打 | 塁 打 | 打 点 | 盗 塁 | 盗 塁 死 | 犠 打 | 犠 飛 | 四 球 | 敬 遠 | 死 球 | 三 振 | 併 殺 打 | 打 率 | 出 塁 率 | 長 打 率 | O P S |
| --------- | --------- | ----- | ----- | ----- | ----- | ----- | -------- | -------- | -------- | ----- | ----- | ----- | -------- | ----- | ----- | ----- | ----- | ----- | ----- | -------- | ----- | -------- | -------- | ----- |
| 2006      | TB        | 10    | 33    | 29    | 3     | 5     | 1        | 0        | 0        | 6     | 1     | 0     | 0        | 0     | 0     | 4     | 0     | 0     | 7     | 1        | .172  | .273     | .207     | .480  |
| 2007      | TB        | 3     | 10    | 10    | 1     | 1     | 0        | 0        | 0        | 1     | 2     | 0     | 0        | 0     | 0     | 0     | 0     | 0     | 1     | 1        | .100  | .100     | .100     | .200  |
| 2008      | TB        | 44    | 152   | 135   | 21    | 30    | 7        | 0        | 6        | 55    | 24    | 0     | 0        | 2     | 2     | 12    | 0     | 1     | 30    | 4        | .222  | .287     | .407     | .694  |
| 2009      | TB        | 7     | 14    | 14    | 2     | 2     | 0        | 0        | 1        | 5     | 1     | 0     | 0        | 0     | 0     | 0     | 0     | 0     | 3     | 1        | .143  | .143     | .357     | .500  |
| 通算：4年 | 通算：4年 | 64    | 209   | 188   | 27    | 38    | 8        | 0        | 7        | 67    | 28    | 0     | 0        | 2     | 2     | 16    | 0     | 1     | 41    | 7        | .202  | .266     | .356     | .622  |